# Trichopteryx divisa
Trichopteryx divisa är en fjärilsart som beskrevs av Lucas 1959. Trichopteryx divisa ingår i släktet Trichopteryx och familjen mätare. Inga underarter finns listade i Catalogue of Life.